# Una vista del monte Fuji tras el lago Suwa
Una vista del monte Fuji tras el lago Suwa (信州諏訪湖 Shinshu Suwa-ko?), también llamada Lago Suwa en la provincia de Shinano, es una estampa japonesa de estilo ukiyo-e del pintor Katsushika Hokusai, producida entre 1830 y 1832 como parte de las Treinta y seis vistas del monte Fuji, al final del período Edo.

## Descripción
El grabado muestra el lago Suwa desde una vista elevada, con el monte Fuji al sureste detrás del castillo Takashima —el único punto de referencia reconocible—, en los que empleó tres tonos de azul. Las casas que se observan en el cabo de la izquierda pertenecerían al pueblo de Suwa. En el agua, se puede apreciar un pescador faenando. La choza (o bien una casa o bien un santuario) que se encuentra en el centro de la composición podría estar dirigida al espectador, al brindar un espacio humilde y cotidiano a la escena. Esta domina la escena junto a los dos árboles en el plano central, que se elevan hasta el borde superior de la impresión. El tono enrojecido del cielo indica que es por la mañana, con el agua del lago que va aclarándose a la distancia, reflejando el sol.

## Versiones

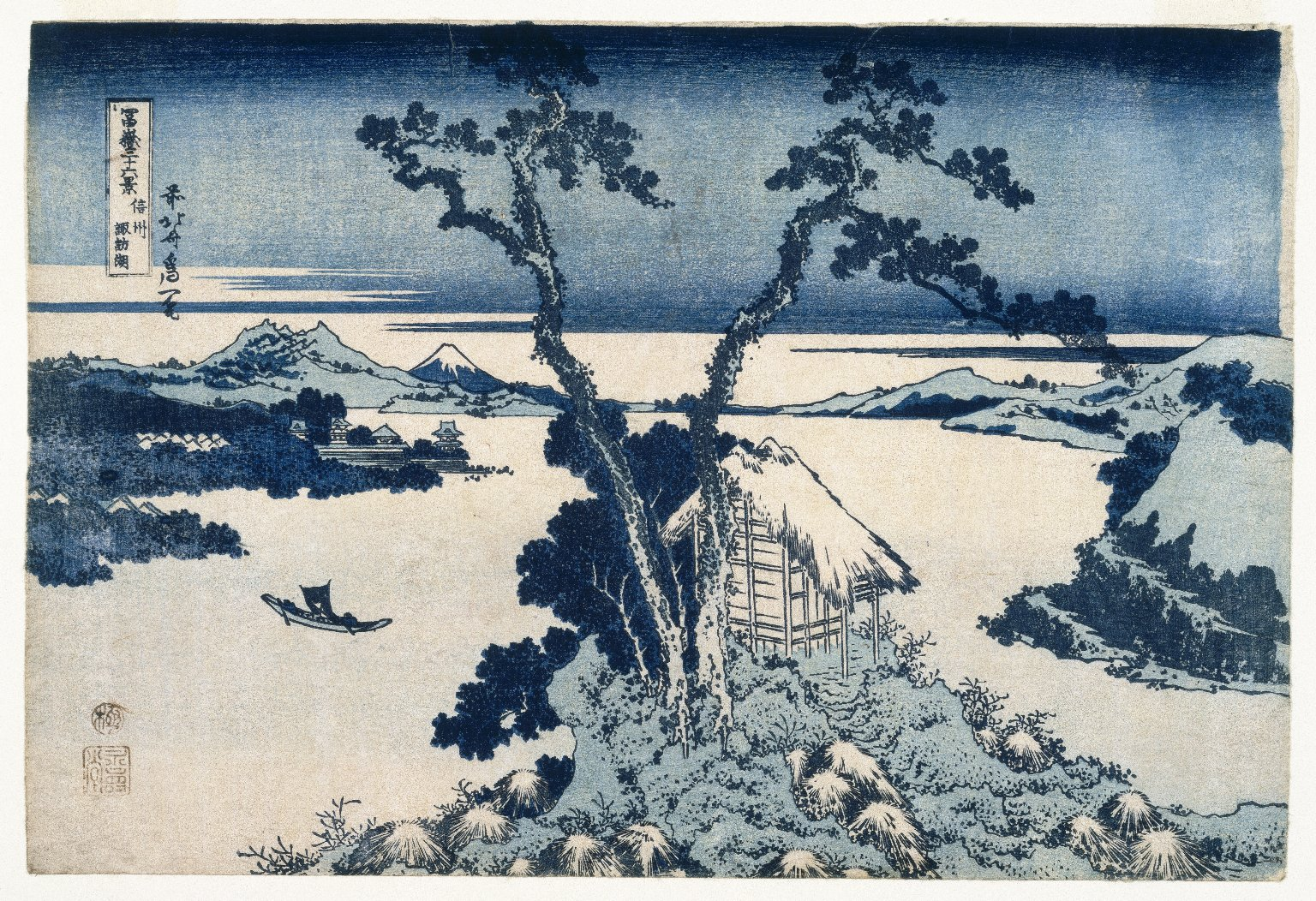
La impresión original, caracterizada por su monocromía en azul.

La impresión original está representada en tonos azules (aizuri-e), por lo que la escena parece estar ambientada justo antes del amanecer. Todas las impresiones posteriores introducen varios colores. El cielo azul en el horizonte se reemplaza con un tono naranja que adelanta el tiempo a la mañana o al anochecer. El Fuji y muchos de los árboles se representan con pigmentación verdosa. La madera de la cabaña y algunas ramas se destacan en tonos amarillos.